# بارو طويل

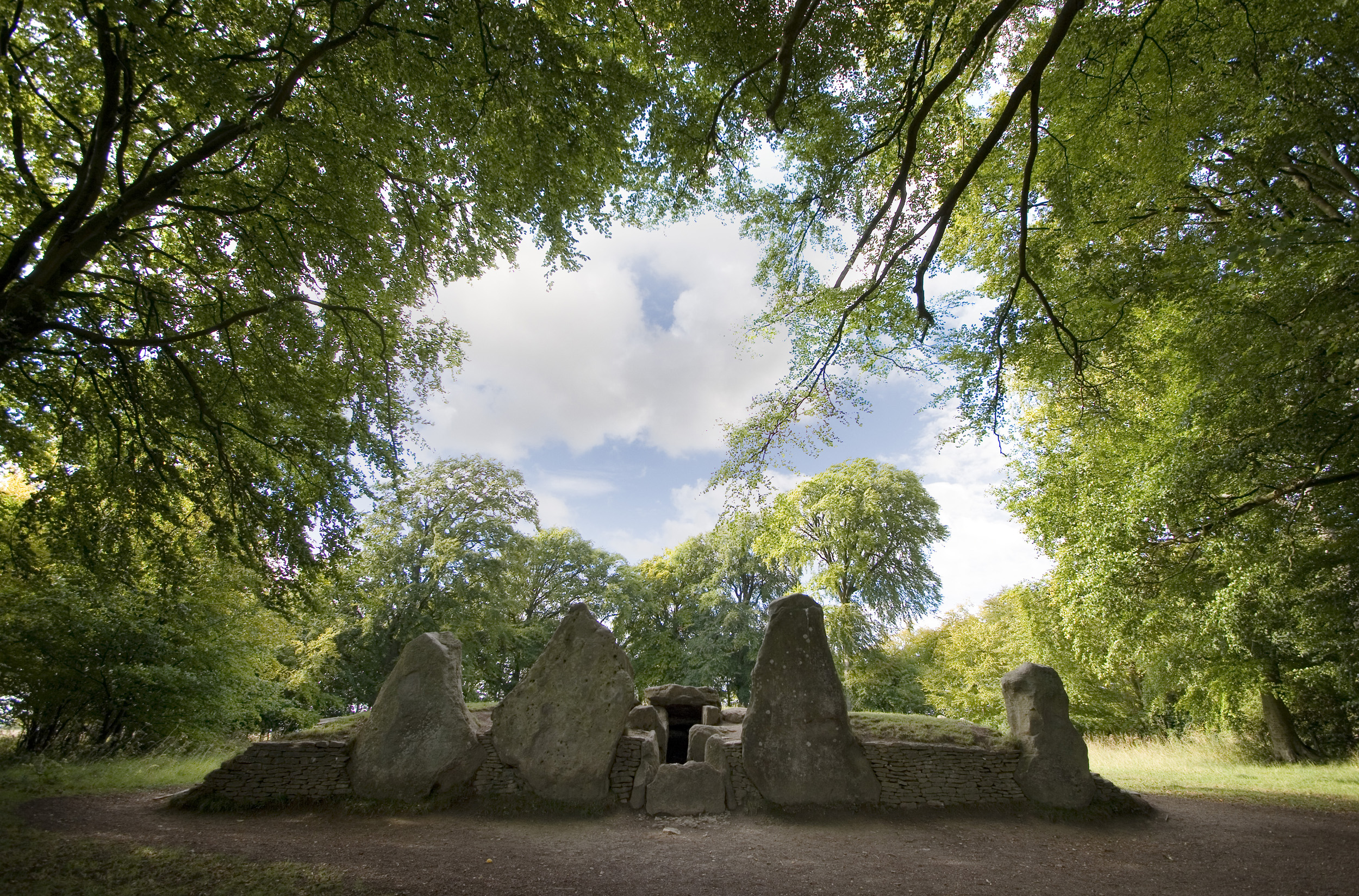
منظر لـ Wayland's Smithy Long Barrow ، وهو تلال طويلة بالقرب من Uffington في Oxfordshire

التلال الطويلة أو البارو (long barrows) هي نمط من المعالم الأثرية التي تم تشييدها في مناطق عديدة في أوروبا الغربية في الألفي الخامس والرابع قبل الميلاد، خلال فترة العصر الحجري الحديث المبكر. عادةً ما يتم تشييدها من التراب، ومن الخشب أو الحجر، وتمثل تلك التلال التي بنيت باستخدم الحجر أقدم تقليد واسع الانتشار للبناء الحجري في العالم. حتى اليوم، لا زال هناك حوالي 40.000 معلم من هذه التلال.
لهذا النوع من البناء شكل تلة ترابية طويلة، أو ربوة، محاطة من الجانبين بخنادق خطية. تمتد هذه التلال عادةً ما بين 20 و 70 متراً في الطول، على الرغم من أن بعض الأمثلة الموجودة تكون إما أطول أو أقصر من ذلك. تحتوي بعض المعالم على غرفة خشبية أو حجرية في أحد طرفي التلة. غالبًا ما تحتوي هذه الآثار على بقايا بشرية مدفونة داخل غرفها، ونتيجة لذلك، غالبًا ما يتم تفسيرها على أنها مقابر، على الرغم من وجود بعض الأمثلة على معالم مماثلة التي يبدو أنها ليست كذلك. قد يكون اختيار الأخشاب أو الحجر قد نشأ نتيجة لتوافر المواد المحلية وليس ناتجًا عن الاختلافات الثقافية. غالبًا ما يطلق على تلك التي تحتوي على غرف بداخلها تلال طويلة بغرف وتسمى تلك التي تفتقر إلى الغرف تلال طويلة بلا غرف أو تلال طويلة ترابية.
أقدم الأمثلة على هذه التلال موجود في أيبيريا وغرب فرنسا وقد جرى تشييده خلال منتصف الألفية الخامسة قبل الميلاد، ثم انتشر التقليد شمالًا، إلى الجزر البريطانية ثم البلدان المنخفضة وجنوب اسكندنافيا. تحتوي كل منطقة أشكالها الخاصة من تقليد التلال الطويلة، ولكل منها مواصفاتها المعمارية الخاصة. لا يزال المعنى وراء هذه التلا والغرض منها موضوع نقاش بين علماء الآثار. إحدى الآراء هي أنها مواقع دينية، ربما أقيمت كجزء من نظام تبجيل الأسلاف أو كدين ينشره المبشرون أو المستوطنون. هناك تفسير بديل ينظر إليها في المقام الأول من الناحية الاقتصادية، مثل العلامات الإقليمية التي تحدد المناطق التي تسيطر عليها المجتمعات المختلفة أثناء انتقالها نحو الزراعة.
استمرت المجتمعات في استخدام هذه التلال بعد فترة طويلة من بنائها. في كل من الفترة الرومانية وأوائل العصور الوسطى، أعيد استخدام العديد من هذه التلال كمقابر. منذ القرن السادس عشر لاقت التلال اهتمام الآثاريون وعلماء الآثار. كما تعد الحفريات التي قام بها علماء الآثار السبب الرئيسي لمعرفتنا عنها. وقد أعيد بناء بعضها وأصبحت مناطق جذب سياحي أو مواقع مقدسة تستخدم للطقوس من قبل الوثنية الحديثة والجماعات الدينية الأخرى.

## المصطلحات والتعريف

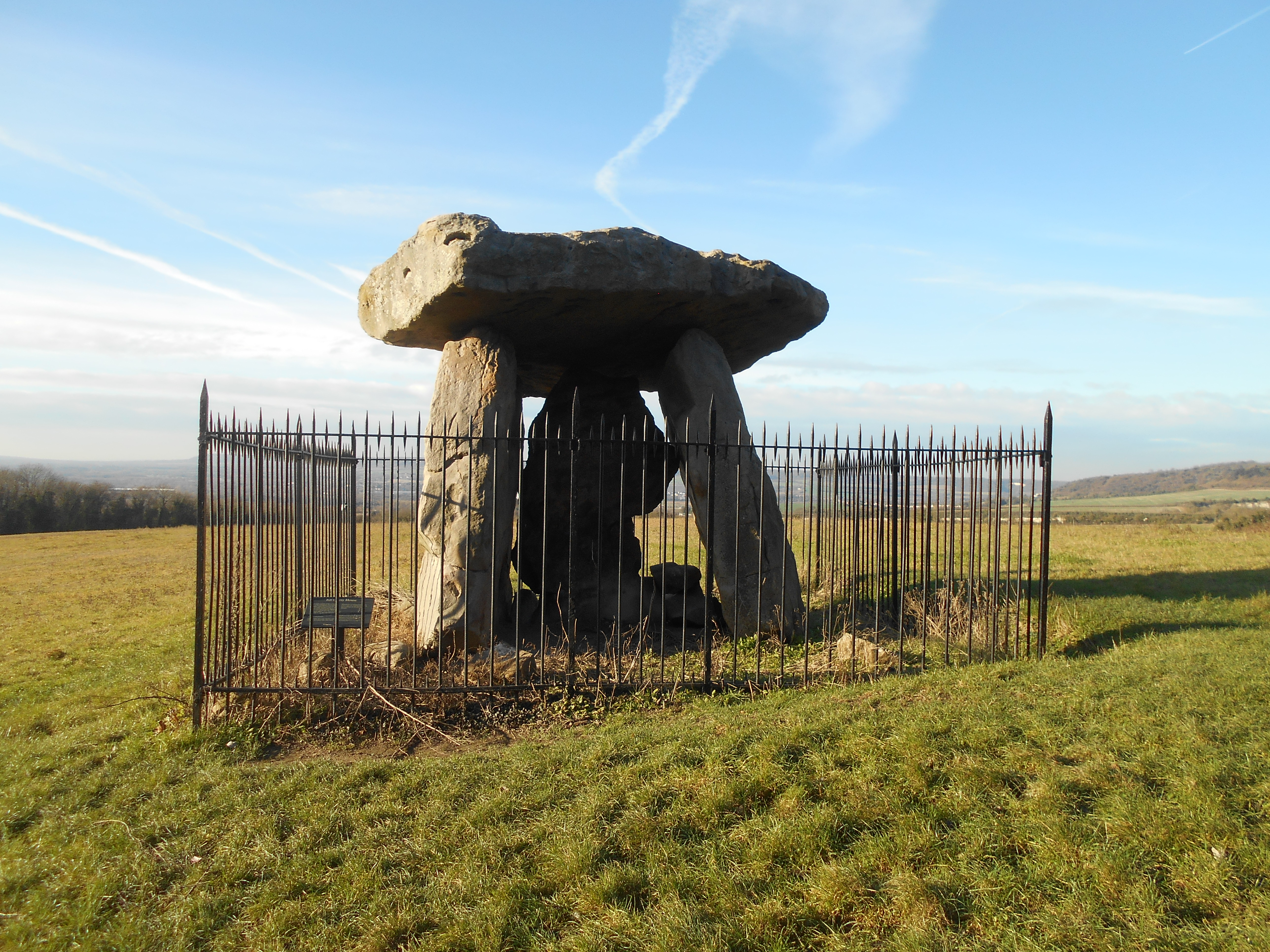
في حالات مثل Kit's Coty House ، Kent، تمت إزالة الكومة الترابية من المعلم، مما أدى إلى كشف غرفة حجرية بداخلها. في هذه الحالة، تمثل الغرفة الباقية ثلاثية تسمى عادة دولمين.

نظرًا لانتشارها في جميع أنحاء أوروبا الغربية، تم تسمية التلال الطويلة بأسماء مختلفة في مختلف اللغات لهذه المنطقة.  مصطلح باروالذي أطلق عليها هو كلمة من اللهجة الإنكليزية الجنوبية تعني تلة ترابية، وقد تم اعتماده كمصطلح علمي لمثل هذه الآثار من قبل عالم الآثار الإنجليزي جون أوبري في القرن السابع عشر.  المرادفات الأخرى لهذه الكلمة وجدت في أجزاء أخرى من بريطانيا وشملت تسميات مثل انخفاض (low) في شيشاير، ستافوردشاير، وديربيشاير، (tump) في جلوسيسترشاير وهيريفورد، (howe) في شمال إنجلترا واسكتلندا، و ركام (cairn) في اسكتلندا.  وهناك مصطلح آخر حقق استخدامًا دوليًا وهو دولمن ، وهي كلمة بريتونية تعني «حجر الطاولة». يستخدم هذا عادةً للإشارة إلى الغرف الحجرية الموجودة في بعض، وليس كل، التلال الطويلة. 
اقترح المؤرخ رونالد هوتون تسمية هذه المواقع بـ «مقابر الأضرحة» لتعكس حقيقة أنها كانت تستخدم في كثير من الأحيان لإيواء الموتى ولأنها استخدمت في طقوس معينة.  بعض هذه التلال لا يحتوي على مدافن بينما البعض الآخر يحتوي على بقايا لما يصل إلى خمسين شخصًا. 

### ترابية وبغرف
يبدو أن القرار بشأن ما إذا كانت التلال الطويلة قد شيدت من الخشب أو الحجر قد استند إلى حد كبير إلى توافر الموارد. 
احتوت بعض التلال الطويلة على غرف محاطة بالحجارة بداخلها. بدأ علماء الآثار في أوائل القرن العشرين بتسمية هذه الآثار بالمقابر الحجرية.  أشار عالما الآثار روي وليزلي آدكنز إلى هذه الآثار على أنها تلال طويلة صخرية .  في معظم الحالات، جرى استخدام الحجر المحلي حيثما كان متاحًا.  ينقسم مظهر الغرفة إلى فئتين. النوع الأول grottes sepulchrales artificielles في علم الآثار الفرنسي، وهو محفور في الأرض.  أما الشكل الثاني، وهو الأكثر انتشارًا، فيعرف باسم cryptes dolmeniques في علم الآثار الفرنسي ويعبر عن الغرفة التي أقيمت فوق الأرض.  احتوت العديد من التلال الطويلة ذات الحجرات على غرف جانبية بداخلها، غالبًا ما تشكل صليبًا.  أما بعضها الأخر فلا يحوي مثل هذه التجاويف الجانبية وتعرف بالمقابر غير المتمايزة . 
بعض التلال الطويلة لا تحتوي على غرف بداخلها. أطلق جون ثورنهام على هذه التلال «بلا غرف»،  بينما فضل عالم الآثار ستيوارت بيجوت مصطلح التلال «الترابية». [11] استخدم إيان كينز بدلاً من ذلك مصطلح «التلال غير الصخرية».  ربما استخدمت الأخشاب في إنشاء هذه التلال لأن الحجر لم يكن متاحًا.  بعض أنظمة التصنيف، مثل تلك المستخدمة في سجل الآثار الوطنية للمملكة المتحدة، لا تفرق بين الأنواع المختلفة للتلال الطويلة. 
لاحظ عالم الآثار ديفيد فيلد أن تحديد الفروق النمطية تبعًا للمواد المستخدمة يمكن أن يخفي أوجه التشابه المهمة بين مختلف التلال الطويلة.  وانتقد عالما الآثار لويس ويليامز وبيرس أيضًا التركيز على التصنيف، واعتقدا أن القيام بذلك يشتت انتباه العلماء عن مهمة شرح المعنى المقصود والغرض من الآثار. 

### التصميم والعمارة
التلال الطويلة هي عبارة عن أكوام مفردة، عادة ما تكون من التراب، وتحيط بها الخنادق.  يتراوح طولها عادة بين 20 و 70 مترًا، على الرغم من وجود بعض المعالم الأقصر أو الأطول من السائد. 
كان بناء التلال الطويلة في أوائل العصر الحجري الحديث يتطلب تعاون عدد من الأفراد وكان ذلك يمثل استثمارًا مهمًا للوقت والموارد. و قد جرى بناؤها بدون استخدام الأدوات المعدنية. 
غالبًا ما يكون هناك تباين إقليمي في الأسلوب والمواد المستخدمة لبناء التلال. في شمال وغرب بريطانيا، على سبيل المثال، غالبًا ما تتكون التلال الطويلة من أكوام حجرية تحتوي على غرف بداخلها، بينما في جنوب وشرق بريطانيا، عادةً ما تكون هذه التلال الطويلة مصنوعة من التراب.
جرى تغيير العديد منها وإعادة تغيير مظهرها على مدار فترة استخدامها الطويلة.  من الصعب على علماء الآثار التأكد من التاريخ الذي تم فيه بناء التلال الطويلة نتيجة للتعديلات المختلفة التي أجريت على المعالم خلال العصر الحجري الحديث المبكر.  وبالمثل، فإن كل من التعديلات والتلف اللاحق يمكن أن يجعل من الصعب تحديد طبيعة التصميم الأصلي للتلال. 
من الناحية المعمارية، هناك الكثير من التداخل بين التلال الطويلة وآثار أخرى من العصر الحجري الحديث في أوروبا، مثل التلال الركامية (bank barrows)، وآثار كورسوس، والتوابيت الجنائزية.  تتشابه التلال الركامية من حيث الأسلوب مع التلال الطويلة ولكنها أطول بكثير.  آثار كورسوس أيضًا هي عبارة عن خنادق متوازية، ولكنها تمتد على مسافات أطول بكثير من التلال الطويلة. 
أظهرت الدراسات الأثرية البيئية أن العديد من التلال الطويلة أقيمت في المناطق الطبيعية المشجرة.  في بريطانيا، توجد هذه التلال الطويلة ذات الغرف على ربوات ومنحدرات بارزة،  وعلى وجه الخصوص تقع فوق الأنهار والخلجان وتطل على الوديان.  في بريطانيا، غالبًا ما يتم تشييد التلال الطويلة بالقرب من التوابيت الجسرية (causewayed enclosures)، وهو شكل من أشكال النصب الترابية. 

## التوزيع والتسلسل الزمني

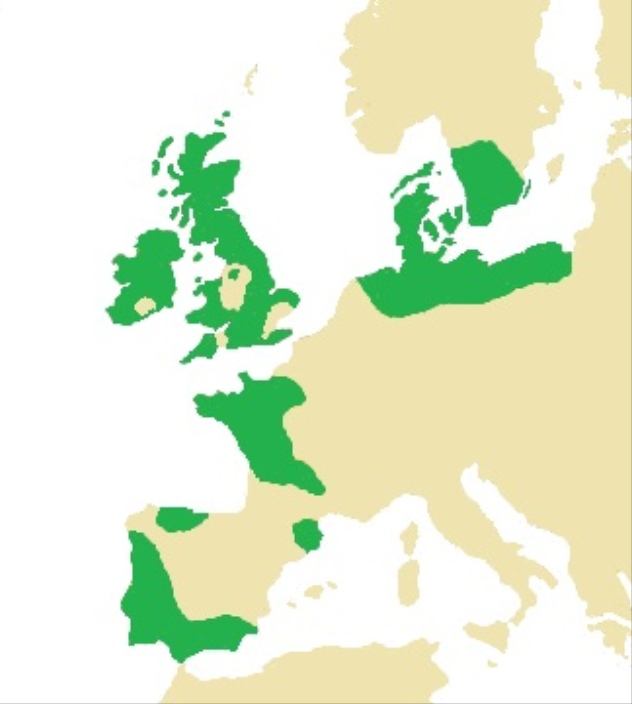
توزيع التلال الطويلة المعروفة من أوائل العصر الحجري الحديث والآثار الجنائزية ذات الصلة

من المعروف أن حوالي 40.000 تلة طويلة موزعة في جميع أنحاء أوروبا لا زالت موجودة منذ العصر الحجري الحديث المبكر.  تم العثور على هذه التلال في معظم أنحاء أوروبا الغربية وتمتد من جنوب شرق إسبانيا حتى جنوب السويد إلى الجزر البريطانية غربًا.  لا تعتبر التلال الطويلة أقدم الهياكل المعروفة في العالم باستخدام الحجر - فقد سبقها جوبيكلي تيبي في تركيا الحديثة - لكنها تمثل أقدم تقليد واسع الانتشار لاستخدام الحجر في البناء.  وصفها عالم الآثار فرانسيس لينش بأنها «أقدم المباني المشيدة في أوروبا» التي بقيت موجودة،  وأشار فيلد إلى أنها تعد أقدم المعالم الأثرية الباقية في بريطانيا.  بالرغم من وجودها عبر هذه المنطقة الكبيرة، إلا أنه يمكن تقسيمها إلى مناطق إقليمية واضحة بناءً على الاختلافات المعمارية. 
كشفت الحفريات أن بعضًا من التلال الطويلة في منطقة إسبانيا الحديثة والبرتغال وغرب فرنسا قد شيدت منتصف الألفية الخامسة قبل الميلاد، مما يجعلها أقدم من التلال الطويلة الموجودة في الشمال.  وعلى الرغم من أن المناطق التي بنيت فيها أقدم التلال الطويلة معروفة، إلا أن علماء الآثار لا يعرفون أين بدأ هذا التقليد البنائي تحديدًا ولا أي التلال الطويلة هي الأولى التي تم بناؤها.  لذلك يبدو أن التقاليد المعمارية تطورت في هذه المنطقة الجنوبية من أوروبا الغربية قبل أن تنتشر شمالًا على طول ساحل المحيط الأطلسي.  كان وصول هذا النمط من البناء إلى بريطانيا بحلول النصف الأول من الألفية الرابعة قبل الميلاد، قد يكون بعد بداية ممارسة الزراعة بفترة وجيزة أو ربما قبل ذلك بقليل.  انتشرت لاحقًا شمالًا في البر الرئيسي لأوروبا، على سبيل المثال فقد كان وصوله إلى هولندا في النصف الثاني من الألفية الرابعة قبل الميلاد. 
لاحقًا في العصر الحجري الحديث، بدأت ممارسات الدفن بالميل إلى التركيز بشكل أكبر على الفرد، مما يشير إلى تطور التسلسل الهرمي الاجتماعي وترك الناس لعادة الدفن الجماعي.  من آخر المقابر الحجرية التي أقيمت كانت برين سيلي ددو في أنجلسي، ويلز، وقد بُنيت بعد فترة طويلة من توقف الناس عن ذلك في معظم أنحاء أوروبا الغربية. أدت المفارقات التاريخية الواعية للنصب التذكاري إلى اقتراح الحفّارين بأن بنائه كان جزءًا من محاولة متعمدة من قبل الناس لاستعادة القيام بالممارسات الدينية القديمة التي اندثرت في غيرها من الأماكن. 
يعتقد هوتون أن هذا التقليد «يعرّف العصر الحجري الحديث المبكر لأوروبا الغربية» أكثر من أي شيء آخر،  بينما وصفها عالم الآثار ديفيد فيلد بأنها «من بين المعالم الأثرية المعروفة في الأراضي [البريطانية].»  أما عالمة الآثار كارولين مالون فتعتبر التلال الطويلة «بعضًا من المباني الأكثر إثارة للإعجاب والمميزة من الناحية الجمالية لبريطانيا ما قبل التاريخ».  كما صرحت زميلتها عالمة الآثار فرانسيس لينش أن هذه التلال الطويلة «لا تزال تثير الرهبة والتساؤل والفضول حتى في المجتمعات الحديثة المليئة بالكنائس القوطية القديمة وناطحات السحاب الشاهقة.» 

### الاختلافات الإقليمية
في جنوب إسبانيا والبرتغال وجنوب غرب فرنسا وبريتاني تشتمل التلال الطويلة عادةً على غرف حجرية كبيرة. 

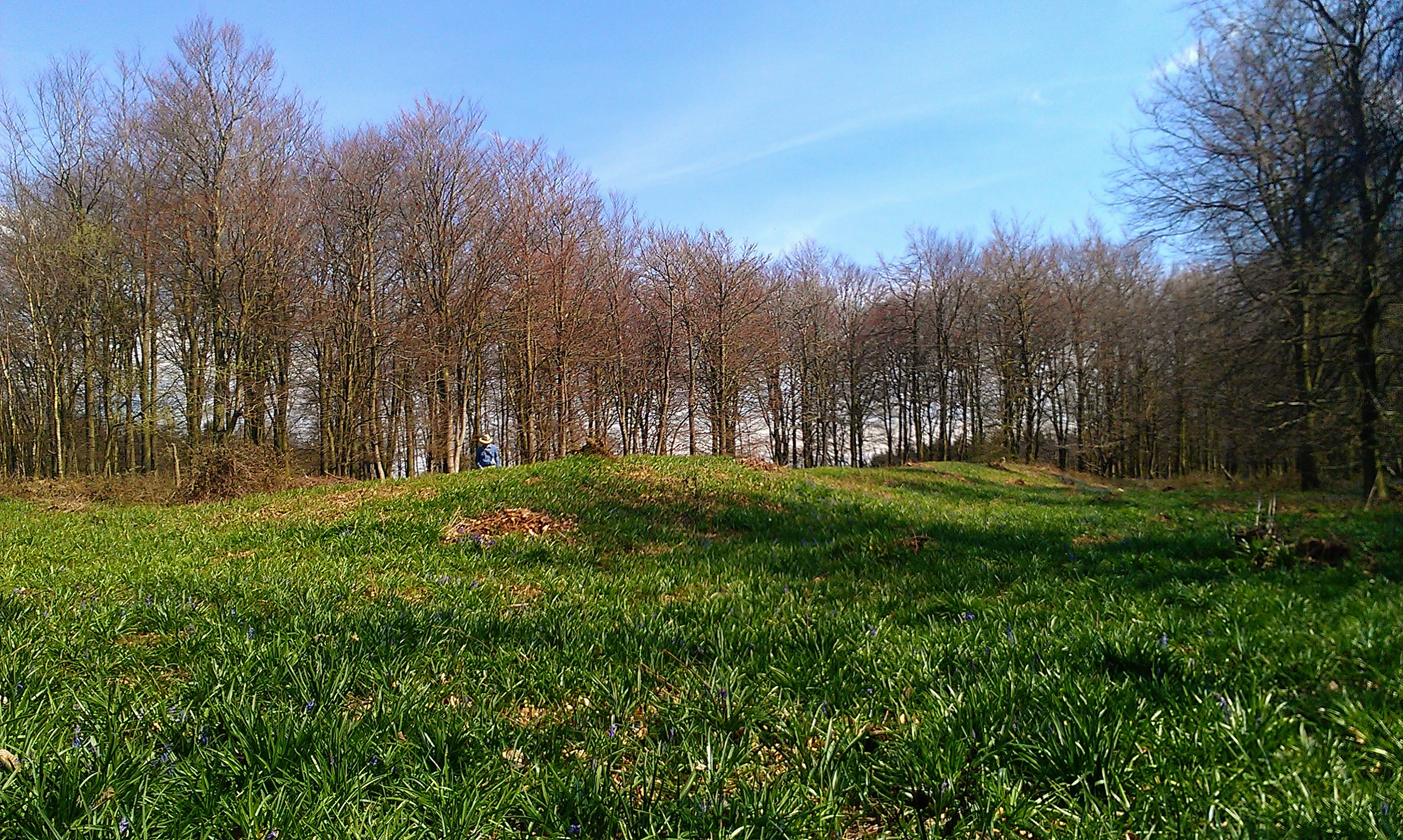
Jack's Field Long Barrow ، أحد التلال الطويلة الترابية التي تتركز حول نهر ستور في كنت.

في بريطانيا، تنتشر التلال الطويلة الترابية في معظم الأجزاء الجنوبية والشرقية من الجزيرة.  يوجد حوالي 300 تلة طويلة ترابية في الجانب الشرقي لبريطانيا، وتمتد من أبردينشاير في الشمال نزولاً إلى ساوث داونز في الجنوب، وغربًا إلى دورست وجالواي.  بينت أعمال التنقيب أن هذه التلال الطويلة الترابية قد شُيدت بين 3800 و3000 قبل الميلاد. 
كما أنه هنالك تقليد إقليمي بارز آخر في بريطانيا ويعرف بمجموعة كوتسوولد سيفيرن الموجودة في غرب الجزيرة.  وعادة ما تحتوي هذه التلال الطويلة على الغرف، كما تحتوي على عظام بشرية بكميات كبيرة نسبيًا، بمتوسط يتراوح بين 40 و 50 شخصًا. 
كما استخدمت التلال الطويلة الموجودة في هولندا وشمال ألمانيا الحجر في بنائها لأنه كان متاحًا  الأمثلة على التلال الطويلة الموجودة في أجزاء من بولندا هي أيضًا نماذج ترابية وليست صخرية.  أما إلى الشمال، في الدنمارك وجنوب السويد، فقد استخدم في بناء التلال الطويلة الحجارة. 

## الوظيفة
لا يُعرف حتى الآن الغرض والمعنى وراء التلال الطويلة التي شيدت في العصر الحجري الحديث، [30] على الرغم من أن علماء الآثار يقومون بتقديم اقتراحات على أساس الأنماط المتكررة التي يمكن ملاحظتها في البناء.  ومع ذلك، لم يتفق علماء الآثار على المعنى والغرض الأكثر احتمالية لهذه الآثار، مع تقديم تفسيرات مختلفة.  اقترح لينش أن التلال الطويلة كان لها على الأرجح «أدوار دينية واجتماعية واسعة» للمجتمعات التي شيدتها واستخدمتها، وقام بمقارنتها مع كنائس أوروبا في العصور الوسطى والحديثة. 

### المساحات الجنائزية
جرى استخدام العديد من التلال الطويلة كمقابر للموتى.  لهذا السبب، أشار إليها علماء الآثار مثل مالون باسم «منازل الموتى».  على العكس من ذلك، لا يبدو أن العديد من التلال الطويلة قد استخدمت كمقابر. العديد من الأمثلة التي تم التنقيب عنها من قبل علماء الآثار لم تظهر أي دليل على وجود بقايا بشرية هناك.  لاحظ عالما الآثار ديفيد لويس ويليامز وديفيد بيس أن هذه التلال الطويلة كانت أكثر من مجرد مقابر، وأنها «بؤر دينية واجتماعية»، مما يشير إلى أنها كانت أماكن زار فيها الأحياء الموتى.

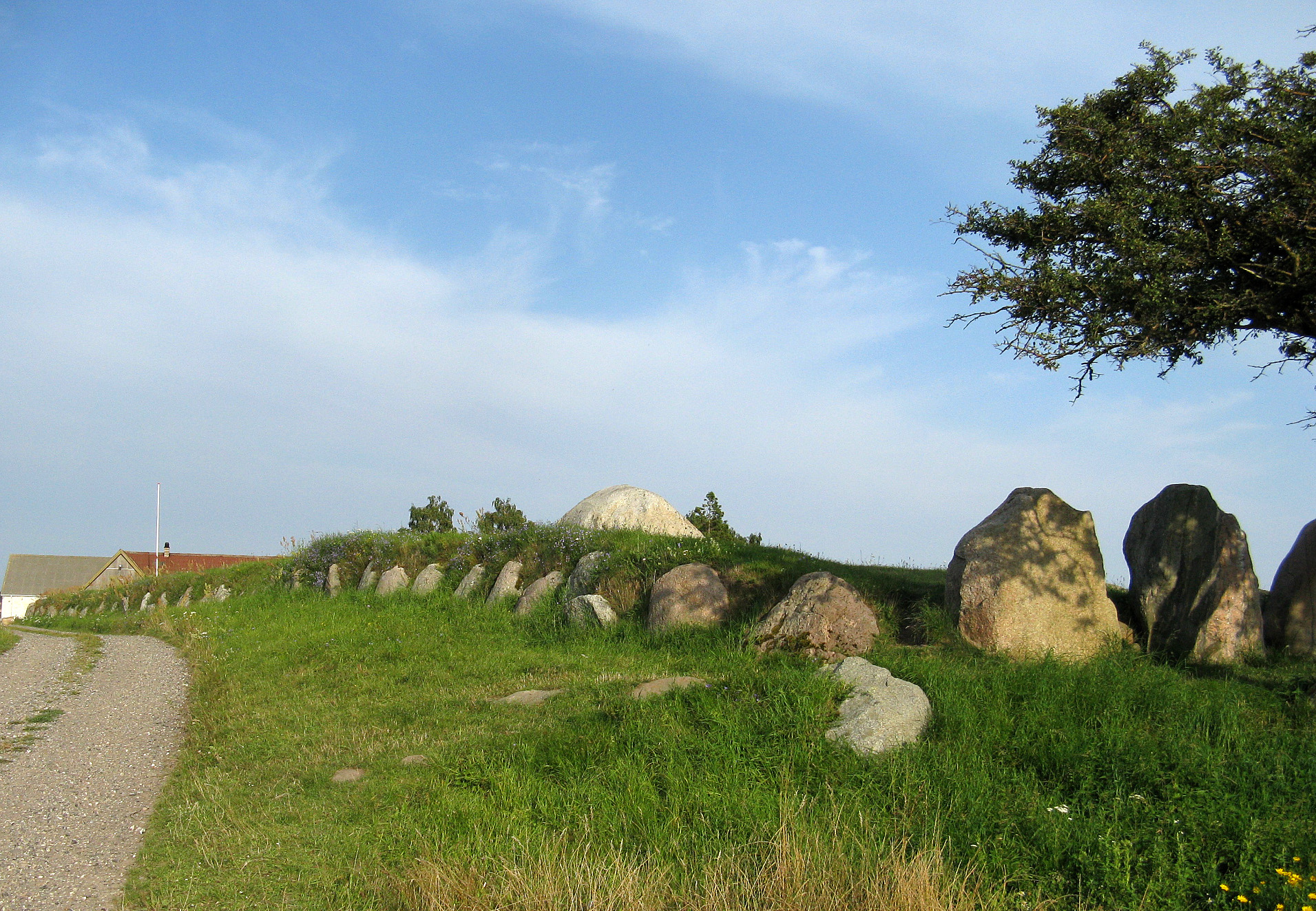
Grønsalen Barrow في جزيرة Møn الدنماركية

من الممكن أن تكون العظام المودعة في الغرفة في الأصل قديمة عند وضعها هناك.  وربما تم وضعهم في الغرفة بعد فترة طويلة من بناء التلال الطويلة.  أو ربما تمت إزالة مجموعات العظام الموجودة في الحجرة واستبدالها خلال العصر الحجري الحديث المبكر نفسه. 
غالبًا ما تضمنت البقايا البشرية الموضوعة في التلال طويلة مزيجًا من بقايا الرجال والنساء والأطفال.  كما ما كانت عظام مختلف الأفراد موضوعة معًا.  قد يعكس هذا التصرف الرغبة في طمس الفروق في الثروة والمكانة بين المتوفين.  ويلاحظ أنه لم يتم دفن جميع الموتى في أوائل العصر الحجري الحديث في هذه التلال الطويلة، على الرغم من المعايير التي تم استخدامها لتحديد البقايا التي دفنت هناك والتي لم تكن معروفة بعد.  كما لم يتم دفن أجزاء كبيرة من السكان من العصر الحجري الحديث المبكر فيها، على الرغم من عدم وضوح كيفية التعامل مع رفاتهم.  الممكن أن يكون الموتى قد تركوا في الهواء الطلق. 
كما أنه من غير المعروف مكان حدوث عملية تحلل الجثث قبل وضع العظام داخل الغرف.  تم العثور على بعض العظام البشرية في خنادق التوابيت الجسرية causewayed enclosures، وهي شكل من أشكال النصب الترابي المبكر للعصر الحجري الحديث، بينما تم العثور على أدلة على التحلل الخارجي المبكر للجثث في هامبلدون هيل.  قد تكون الثقوب الموجودة أمام العديد من التلال الطويلة قد مثلت أيضًا قواعد المنصات التي حدث عليها التحلل. 
عند دخول الأفراد إلى الغرف لإضافة أو إزالة مواد جديدة، من المحتمل أن يكون الأفراد قد اشتموا رائحة الجثث المتحللة.  من غير المعروف ما إذا كان الأوروبيون الأوائل في العصر الحجري الحديث قد اعتقدوا أن دخول هذه المنطقة هي وظيفة شريفة جرى اختيارهم للقيام بها. 
في بعض الغرف، تم ترتيب البقايا البشرية وتنظيمها وفقًا لنوع العظام أو عمر وجنس الفرد، وهي العوامل الأساسية التي تحدد الغرفة التي جرى وضعهم فيها.  كما أشار لينش إلى أن «الجزء الأكبر من الأدلة الباقية تشير إلى أن مفهوم الجماعية أصبح وظل القاعدة حتى أواخر العصر الحجري الحديث». 
نادرًا، جرى العثور على سلع جنائزية مدفونة بجانب عظام بشرية داخل التلال الطويلة.  وحيثما تم العثور عليها، فسرها علماء الآثار عادة على أنها بقايا طقوس جنائزية أو أعياد.  يعكس اختيار السلع الجنائزية التباين الإقليمي.  في مجموعة كوتسوولد-سيفيرن في جنوب غرب إنجلترا، تم العثور على عظام للماشية بشكل كبير داخل الغرف، حيث من الواضح أنه جرى معاملتها في كثير من الأحيان بطريقة تشبه البقايا البشرية. 
في بعض الأحيان، جرى وضع االبقايا البشرية في الغرف على مدى عدة قرون.  على سبيل المثال، في ويست كينيت لونج بارو في أوكسفوردشاير، جنوب إنجلترا، تعد أقدم ترسبات البقايا البشرية هي الكربون المشع، ويرحع تاريخها إلى أوائل الألفية الرابعة قبل الميلاد، بينما تم العثور على ترسبات لاحقة من البقايا البشرية تنتمي إلى ثقافة بيكر(حضارة القدور الجرسية)، تعود إلى القرون الأخيرة من الألفية الثالثة قبل الميلاد؛ وهذا يعني أن البقايا البشرية قد وُضعت في الغرفة بشكل متقطع على مدى 1500 عام.  يشير هذا إلى أن بعض التلال الطويلة ذات الغرف ظلت مستخدمة بشكل متقطع حتى أواخر العصر الحجري الحديث. 
في حالات مختلفة، وجد علماء الآثار عظامًا معينة مفقودة من مجموعة البقايا داخل الغرف. على سبيل المثال، في Fussell's Lodge في ويلتشير، جنوب إنجلترا، تم العثور على عدد من المجموعات الهيكلية المفقودة التي لا تقتصر فقط على العظام الصغيرة ولكن أيضًا العظام الطويلة والجماجم.  ولذلك فمن الممكن أن تكون بعض العظام قد أزيلت عمدًا من الغرف في أوائل العصر الحجري الحديث لاستخدامها في طقوس معينة. [43]

### أصل التصميم
لا يزال مصدر الإلهام لتصميم التلال الطويلة ذات الغرف غير واضح.  الاقتراحات التي أثبتت شعبيتها بين علماء الآثار تقول أنها مستوحاة إما من التكوينات الصخرية الطبيعية أو من شكل المنازل الخشبية.  وقد اقترح العلماء أن تصميمها كان مبنيًا بشكل شبيه للمنازل الخشبية الطويلة في وسط أوروبا التي بنيت خلال العصر الحجري الحديث المبكر، لكن من الواضح أن هناك فجوة تبلغ سبعة قرون بين آخر المنازل الطويلة المعروفة وأول التلال الطويلة الموجودة. 

### مواقع دينية
وفقًا لأحد التفسيرات المحتملة، كانت التلال الطويلة عبارة عن علامات على المكان الذي كان مرتبطًا بأفكار العصر الحجري الحديث المبكرة حول علم الكونيات والروحانية، وبالتالي كانت مراكز نشاط طقسي تتمحور حول الموتى.  تدل البقايا البشرية على أن هذه التلال الطويلة كانت مرتبطة بشكل من أشكال تبجيل الأسلاف.  اقترح مالون أن بروز هذه التلال يشير إلى أن الأسلاف كانوا يعتبرون أكثر أهمية لشعوب العصر الحجري الحديث الأوائل من أسلافهم من العصر الميزوليتي (العصر الحجري المتوسط).  في أوائل القرن العشرين، كان هذا التفسير للتلال الطويلة كمواقع دينية مرتبطًا في كثير من الأحيان بفكرة أنها كانت أماكن مقدسة لدين جديد انتشر من قبل المستوطنين أو المبشرين. كان هذا التفسير أقل شيوعًا لدى علماء الآثار منذ السبعينيات. 
باعتماد نهج قائم على علم الآثار المعرفي، ناقش لويس ويليامز وبيرس فكرة أن التلال الطويلة «تعكس وتشكل تعبيرًا ثقافيًا محددًا للكون المتدرج»، وهو كون يتوسطه نظام من الرموز.  كما اقترحا أن مداخل الغرف كان يُنظر إليها على أنها مناطق انتقالية تقام فيها طقوس القرابين، وأنها ربما كانت مساحات لتحويل الموتى باستخدام النار. 

### استخدامها كعلامات إقليمية
التفسير الثاني هو أن هذه التلال الطويلة كانت مرتبطة ارتباطًا جوهريًا بالانتقال إلى ممارسة الزراعة، مما يمثل طريقة جديدة للنظر إلى الأرض. في هذا التفسير، كانت التلال الطويلة تعد بمثابة علامات إقليمية لتقسيم الأرض، مما يدل على أنها كانت محتلة ومسيطرة من قبل جماعة معينة، وبالتالي فهي تقوم بذلك لتحذير الجماعات المنافسة لها.  في دفاعه عن هذا التفسير، أشار مالون إلى أن كل «منطقة مقابر» استخدمت مجموعة من أنواع التربة والأراضي المتوافرة في منطقتها، مما يشير إلى أنها على الأرجح كانت تمثل منطقة إقليمية لمجتمع معين.  يدعم هذا التفسير أيضًا حقيقة أن توزيع التلال الطويلة في بعض الجزر الاسكتلندية يظهر أنماطًا تعكس بشكل وثيق تقسيمات الأراضي الحديثة بين المزارع والحقول المسيجة.  يوضح هذا التفسير أيضًا أوجه التشابه بين الأعراق البشرية في المجتمعات حول العالم، والتي استخدمت معالم مشابهة لتحديد حدود المنطقة. 
أصبحت هذه الفكرة شائعة بين علماء الآثار في الثمانينيات والتسعينيات، وترتكز على التقليل من أهمية الدين مع التأكيد على التفسير الاقتصادي لهذه الآثار- تأثرت بالأفكار الماركسية التي كانت شائعة آنذاك في المؤسسة الأثرية الأوروبية.  في أوائل القرن الحادي والعشرين، بدأ علماء الآثار بتفنيد هذه الفكرة، حيث ظهرت أدلة على أن الكثير من المناطق أوائل العصر الحجري الحديث في بريطانيا كانت غابات وأن سكانها كانوا على الأرجح من الرعاة وليس المزارعين. ولذلك، كانت المجتمعات في بريطانيا شبه بدوية، مع القليل من الحاجة إلى ترسيم الحدود أو وضع علامات واضحة على ملكية الأرض.  ويفشل هذا التفسير في توضيح سبب تجمع التلال الطويلة في مناطق معينة بدلاً من توزعها بالتساوي في جميع أنحاء المنظر الطبيعي. 

## التاريخ اللاحق
لم تبق العديد من التلال الطويلة ذات الغرف على حالها بعد أن تعرضت للتلف والكسر خلال آلاف السنين.  في بعض الحالات، لوحظ إزالة معظم الحجرة، ولم يتبق سوى الدولمين المكون من ثلاثة أحجار. 

### العصر الحديدي والاستخدام الروماني

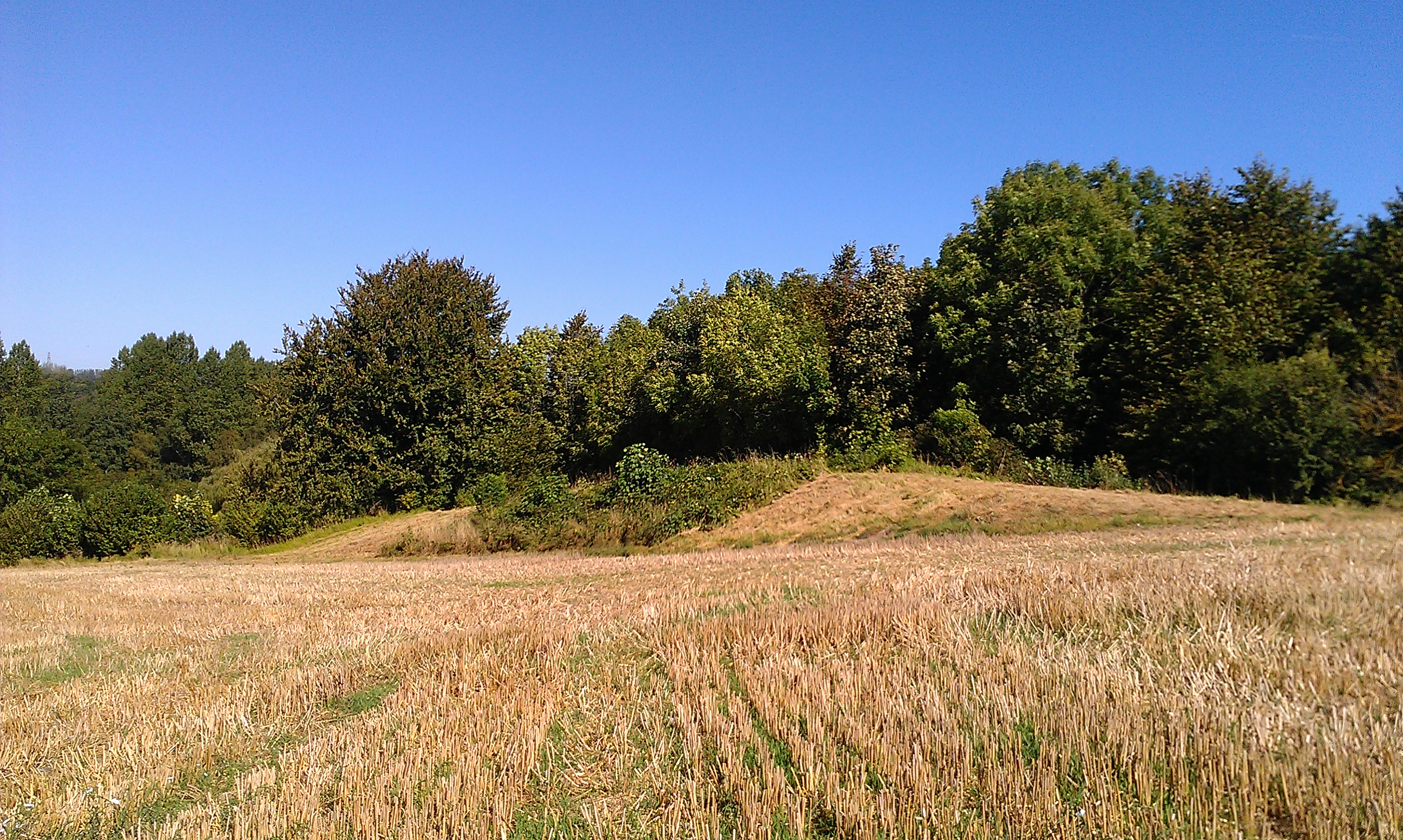
قبر جوليبيري في كنت ، جنوب شرق إنجلترا، عبارة عن بارو طويل بلا غرف فيه مقابر و مخزن للعملات المعدنية تم وضعه حوله خلال الفترة الرومانية

خلال النصف الأول من الألفية الأولى قبل الميلاد، شهد العديد من التلال البريطانية الطويلة نشاطًا بشريًا متجددًا.  في مقبرة جوليبيري في كنت، جنوب شرق إنجلترا، جرى إنشاء ثلاثة مدافن على الحافة الجنوبية للخندق حول التلة الطويلة.  شهدت التلال في وايلاندز سميثي في أوكسفوردشاير في جنوب شرق إنجلترا مقبرة أقيمت حول التلة الطويلة، مع ما لا يقل عن 46 هيكلًا عظميًا مدفونًا في 42 قبرًا، كما جرى قطع رأس العديد منها.  تم اكتشاف 17 مدفنًا رومانيًا بريطانيًا في وور بارو في دورست، ثمانية منهم مقطوعي الرأس. 
يبدو أيضًا أن وضع العملات المعدنية حول التلال الطويلة كان شائعًا جدًا في بريطانيا الرومانية، وقد تكون هذه العملات قد وضعت كقرابين.  على سبيل المثال، جرى وضع عملات معدنية قسطنطينية في قدر حول قبر جوليبيري.  كما عُثر على عملة فردية من عهد أليكتوس في الخندق حول التلال الطويلة في Skendleby I. 

### دراسات حول الآثار
أجريت أول دراسة جادة للتلال الطويلة ذات الغرف في القرنين السادس عشر والسابع عشرعندما تمت إزالة التلال التي كانت تغطي الغرف أثناء الزراعة.  بحلول القرن التاسع عشر، أعتقد علماء الآثار هذا النمط من النصب شكلاً من أشكال القبر.  في القرن التاسع عشر وأوائل القرن العشرين، تمسك علماء الآثار مثل جوردون تشايلد بوجهة النظر الثقافية المنتشرة بأن مثل هذه الآثار في أوروبا الغربية كانت تستند إلى مقابر كالموجودة في الأصل في أجزاء من منطقة شرق البحر الأبيض المتوسط، مما يشير إلى أن أصلها كان من مصر أو جزيرة كريت.  وجهة النظر هذه كانت تنظر إلى التقليد على أنه ينتشر غربًا كشكل من أشكال «الديانة الصخرية». 
نُشرت دراسة أساسية عن التلال الطويلة كتبها عالم الآثار الويلزي جلين دانيال في عام 1958 تحت اسم The Megalith Builders of Western Europe .  في عام 1950، صرح دانيال بأنه تم التنقيب عن عُشر التلال الطويلة الموجودة في بريطانيا،  بينما ساعدت الدراسات الميدانية الإقليمية في توثيقها.  القليل من الحفريات السابقة سجلت أو احتفظت بالبقايا البشرية التي جرى العثور عليها في الغرفة.  منذ الستينيات فصاعدًا، ركزت الأبحاث الأثرية بشكل متزايد على فحص المجموعات الإقليمية للتلال الطويلة بدلاً من التقاليد المعمارية الأوسع.  من هذا العقد فصاعدًا، أدى التنقيب الدقيق عن العديد من التلال الطويلة أيضًا إلى الاعتراف على نطاق واسع بأنها كانت غالبًا آثارًا متعددة المراحل والتي تغيرت بمرور الوقت. 

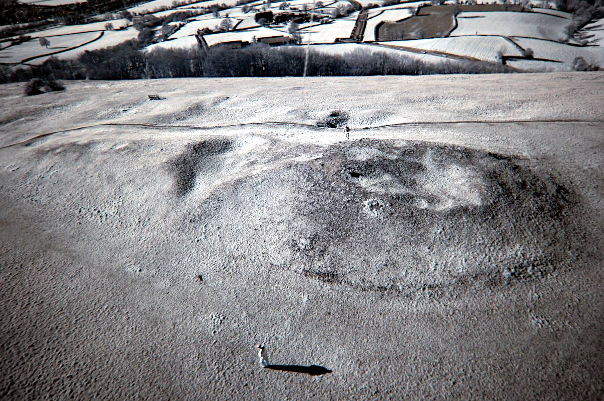
صورة جوية لسيلسي لونج بارو في جلوسيسترشاير ، جنوب غرب إنجلترا

حتى سبعينيات القرن الماضي، كان علماء الآثار يعتقدون على نطاق واسع أن التلال الطويلة في أوروبا الغربية كانت تستند إلى نماذج موجودة الشرق الأدنى. 
جرى إيقاف الدراسات حول التلال الطويلة بسبب سوء التعرف على الميزات الأخرى. مما أدى إلى الخلط بين التلال الطويلة و coniger mounds وجحور الأرنب، ووصفت بعض الأحيان بتلال الوسادة، والتي تتخذ أشكلًا مماثلة.  وتشبه التلال الطويلة في شكلها أحيانًا شكل طرف البندقية العريض. أدى انتشار التلال الطويلة في مناطق مختلفة أيضًا إلى خطأ في تحديد الهوية لهذه الآثار؛ على سبيل المثال كان يُعتقد أن التلال الموجودة في ستوك بارك في بريستول جنوب غرب إنجلترا هي عبارة عن تلال طويلة حتى كشفت أعمال التنقيب في الخمسينيات من القرن الماضي أنها تعود إلى العصور الوسطى، وبالتالي يجب أن يكون إنشاؤها قد جرى بواسطة الأدوات الحديثة.  أما في المناطق التي تأثرت سابقًا بالتجلد، جرى الخلط أحيانًا بين رواسب الركام في أرضيات الوادي وبين التلال الطويلة. في دنهام نيو بارك في شيشاير شمال غرب إنجلترا، على سبيل المثال، كان يُعتقد في البداية أن التل عبارة عن تلال طويلة ولم يتم تقييمه إلا لاحقًا على أنه مظهر من مظاهر الطبيعة.  الأضرار التي لحقت بالتلال الطويلة من العصر الحجري الحديث يمكن أن تؤدي أيضًا إلى الخلط بينها وبين أنواع أخرى من الآثار، مثل التلال البيضاوية (oval barrows) والتلال المستديرة (round barrows) والتي تم تشييدها في وقت لاحق. 
جرى الاستفادة من التصوير الجوي في تحديد العديد من الأمثلة التي بالكاد يمكن رؤيتها على الأرض. 

### أحدث الأنشطة
أصبحت التلال الطويلة مثل West Kennet Long Barrow في Wiltshire مناطق جذب سياحي.  في وايلاندز سميثي في أوكسفوردشاير، قام الزوار بوضع عملات معدنية في شقوق في أحجار الموقع منذ الستينيات على الأقل،  بينما في كولدرم لونج بارو في كنت ، تم تعليق الزينة على التلة لتحاكي شجرة الميلاد. 
ينظر العديد من الوثنيين المعاصرين إلى ويست كينيت لونغ بارو على أنه «معبد» ويستخدمونه في طقوسهم.  يرى البعض أنها مكان للأجداد حيث يمكنهم الانخراط في «أسئلة روحية» وغيرها من الممارسات الشامانية الجديدة .  رأى الآخرون أنه مركز للإلهة العظيمة،  أنها مناطق حية.  ويعد الانقلاب الشتوي مناسبة خاصة يزور الوثنيون فيها التلال. 
في عام 2015، تم بناء أول بارو طويل حديث، وهو Long Barrow at All Cannings، والتي استوحيت من التلال التي بنيت في العصر الحجري الحديث، على أرض خارج قرية All Cannings في ويلتشاير. تبع ذلك بعد فترة وجيزة بناء تلال أخرى، مثل سولتون لونج بارو بالقرب من ويم ، شروبشاير.